# Mercedes-Benz Lotec C1000
Mercedes-Benz Lotec C1000 — гиперкар совместной разработки Mercedes-Benz и Lotec, построен по индивидуальному заказу бизнесмена из ОАЭ в 1995 году. Автомобиль построен в единственном экземпляре.
Гиперкар построен на платформе автомобиля гоночной дисциплины 24 часа Ле-Мана, Sauber Mercedes C9 и оснащался тем же 5.6 литровым двигателем, что и Sauber Mercedes C9, Mercedes M117 V8 с двумя турбинами и суммарной мощностью 1000 лошадиных сил при 6200 об/мин и 980 н/м при 3800 об/мин.  Тягу на задние колёса передавала 5-ступенчатая механическая гоночная коробка передач Hewland. Все это вместе позволяло гиперкару разгоняться от 0 до 100 за 3.2 секунды и развивать максимальную 431 км/ч при весе 1080 кг. Кузов и шасси автомобиля были разработаны полностью и углеволокна.. Новым его цена составляла 3.5 миллионов долларов США. В 2023 году автомобиль оценивался в 7.2 миллионов долларов США.

## Двигатель
| Максимальная мощность, л.с./обороты в мин.       | 1000/6200                  |
| Максимальный крутящий момент, Н*м/обороты в мин. | 980/3800                   |
| Удельная мощность,л.с./тонну                     | 787                        |
| Мощность с литра,л.с./куб.см                     | 153                        |
| Тип двигателя                                    | V8                         |
| Дополнительная информация о двигателе            | Mercedes Garrett twinturbo |
| Степень сжатия                                   | 8,5                        |
| Максимальная скорость                            | 431 км/ч                   |

## Ходовая часть
| Покрышки       | 265/40 - 335/35 |
| Диаметр дисков | 17"             |